# Kirsty Coventry
Kirsty Leigh Coventry (* 16. September 1983 in Harare) ist eine simbabwische Sportfunktionärin und ehemalige Schwimmerin. Seit dem 23. Juni 2025 ist sie Präsidentin des Internationalen Olympischen Komitees (IOC). Im Jahr 2013 wurde sie als Mitglied der Athletenkommission ins IOC gewählt und war von 2018 bis 2021 Vorsitzende. Anschließend wurde sie persönliches IOC-Mitglied. Im September 2018 berief Simbabwes Präsident Mnangagwa sie als Ministerin für Jugend, Sport, Kunst und Freizeit in sein Kabinett.
Coventry nahm 2000 erstmals an Olympischen Spielen teil. Sie erhielt anschließend ein Stipendium der US-amerikanischen Auburn University, an der sie bis 2005 studierte. In dieser Zeit stieg sie in die Weltspitze auf und gewann 2004 in Athen über 200 Meter Rücken als erste Sportlerin aus Simbabwe eine olympische Goldmedaille im Schwimmen. Im folgenden Jahr wurde sie Doppelweltmeisterin über 100 und 200 Meter Rücken. Bei den Olympischen Spielen 2008 in Peking wiederholte sie auf der 200-Meter-Distanz ihren Olympiasieg von Athen, ehe sie über die gleiche Strecke 2009 einen weiteren Weltmeistertitel errang. Coventry stellte in den Jahren 2008 und 2009 mehrere Weltrekorde sowohl auf der Kurzbahn als auch auf der Langbahn auf. Bei ihren letzten beiden Olympiateilnahmen 2012 und 2016 blieb sie ohne Medaille. Sie beendete ihre aktive Karriere im Herbst 2016, nachdem sie in den Jahren zuvor bereits mehrere Pausen eingelegt hatte. Insgesamt gewann sie in ihrer Laufbahn – nicht nur im Rücken-, sondern auch im Lagenschwimmen – sieben Einzelmedaillen bei Olympischen Spielen, acht bei Weltmeisterschaften und fünf bei Kurzbahnweltmeisterschaften.
Wegen ihrer Erfolge als Schwimmerin war Coventry in Simbabwe ausgesprochen populär, obwohl sie der weißen Minderheit angehört, die zu Beginn des 21. Jahrhunderts in Simbabwe allgemein Ausgrenzung erfuhr.

## Werdegang

### Frühe Jahre, Collegezeit in Auburn und Olympiasiegerin in Athen
Kirsty Coventry stammt aus der simbabwischen Hauptstadt Harare. Sie wurde drei Jahre nach der 1980 erlangten Unabhängigkeit des Landes in eine vom Schwimmsport geprägte Familie geboren: Ihr Großvater hatte zuvor den rhodesischen Schwimmverband geführt. Ihre Eltern waren Inhaber eines Unternehmens für Haushaltschemikalien und ebenfalls leidenschaftliche Schwimmer. Sie hat eine jüngere Schwester. Coventry lernte das Schwimmen nach eigenen Angaben im Alter von 18 Monaten von ihrer Mutter. Mit sechs Jahren trat sie einem Schwimmverein bei. Sie besuchte die Dominican Convent High School, eine private katholische Mädchenschule, die hauptsächlich von Mitgliedern der gesellschaftlichen Elite besucht wurde. Schwimmsport galt in Simbabwe in den 1990er-Jahren vorwiegend als Sport für Weiße. Coventry äußerte sich diesbezüglich 2016 in einem Interview, im Vergleich zum Großteil der simbabwischen Bevölkerung sei sie (als Weiße) wahrscheinlich privilegiert gewesen, die Familie sei aber nicht in den Urlaub geflogen und habe keine protzigen Autos gefahren.
1998 belegte Coventry den achten Platz über 200 Meter Lagen bei den Commonwealth Games in Kuala Lumpur. Ein Jahr später gewann sie mehrere Medaillen bei den Schwimmwettbewerben der Afrikaspiele in Johannesburg, darunter Gold mit der simbabwischen 4-mal-100-Meter-Freistilstaffel. Sie qualifizierte sich für die Olympischen Spiele 2000 in Sydney, wo sie vier Rennen bestritt und als bestes Ergebnis Rang zwölf über 100 Meter Rücken erreichte. Coventry sagte später, in Sydney habe sie sich fehl am Platz gefühlt als Vertreterin eines kleinen afrikanischen Landes, dem nicht die finanziellen Mittel der westlichen Welt zur Verfügung standen. Nach den Olympischen Spielen erhielt sie ab 2001 ein Stipendium der Auburn University im US-Bundesstaat Alabama. Dass sie dort gegen gleichstarke oder stärkere Schwimmerinnen antreten konnte, bezeichnete sie als wesentlichen Grund, warum der Wechsel ihre Trainingsbedingungen verbessert habe, zumal die meisten ihrer simbabwischen Trainingskolleginnen in dem Alter mit dem Schwimmsport aufgehört hatten. Zu ihren Trainern in Auburn gehörten David Marsh und Kim Brackin. Coventry studierte an der Auburn University Hotel- und Restaurantmanagement und schloss das Studium 2005 mit einem Bachelor of Human Science ab.
Bei den Commonwealth Games 2002 in Manchester gewann Coventry über 200 Meter Lagen die einzige simbabwische Goldmedaille. (Wegen Simbabwes Suspendierung aus dem Commonwealth of Nations im gleichen Jahr und dem anschließenden Austritt 2003 nahm das Land danach nicht mehr an dem Sportereignis teil.) Mit den Auburn Tigers schwamm sie 2003 und 2004 zum Sieg in der Teamwertung bei den Meisterschaften der National Collegiate Athletic Association (NCAA). Eine von Coventrys stärksten Gegnerinnen im US-Collegesport war die ein Jahr ältere Natalie Coughlin, die von 2001 bis 2003 alle Titel im Rückenschwimmen bei den NCAA-Meisterschaften errungen hatte und Anfang der 2000er-Jahre sowohl über 100 Meter Rücken als auch über 200 Meter Rücken den Kurzbahnweltrekord hielt. Coventry schlug Coughlin bei den Meisterschaften 2004 im 200-Meter-Rücken-Rennen auf der 25-Meter-Bahn und gewann damit ihren ersten NCAA-Einzeltitel, dem 2005 drei weitere auf der 50-Meter-Bahn folgten: über 200 und 400 Meter Lagen sowie erneut über 200 Meter Rücken.
Coventry trat bei den Olympischen Spielen 2004 in Athen zu drei Wettkämpfen an und gewann dabei in jedem Rennen eine Medaille: Zunächst wurde sie am 16. August über 100 Meter Rücken Zweite hinter Natalie Coughlin mit einem Rückstand von 0,13 Sekunden auf die Amerikanerin. Am folgenden Tag gewann sie die Bronzemedaille über 200 Meter Lagen beim Sieg der Ukrainerin Jana Klotschkowa. Schließlich triumphierte sie am 20. August über 200 Meter Rücken vor Stanislawa Komarowa aus Russland. Coventry wurde damit die erste simbabwische Olympiasiegerin im Schwimmen und gewann die überhaupt erst zweite Goldmedaille in der olympischen Geschichte ihres Landes nach dem Frauenhockeyteam 1980. In Simbabwe wurde ihr ein großer Empfang bereitet, der üblicherweise Staatsgästen und dem Präsidenten Robert Mugabe vorbehalten war. Mugabe schenkte Coventry zudem 50.000 US-Dollar und überreichte ihr einen Diplomatenpass. Coventry spendete die 50.000 US-Dollar an das Simbabwische Olympische Komitee, um weiterhin bei NCAA-Wettkämpfen startberechtigt zu sein.

### Erste Weltmeistertitel, Weltrekorde und olympische Erfolge in Peking
Bei den Weltmeisterschaften 2005 in Montreal gewann Coventry über 100 und 200 Meter Rücken jeweils die Goldmedaille. In den beiden Rennen über 200 und 400 Meter Lagen belegte sie den zweiten Platz hinter Katie Hoff aus den Vereinigten Staaten. Coventry zog nach ihrer Studienzeit in Auburn nach Austin, wo sie von 2006 bis 2009 als Assistenztrainerin an der dortigen University of Texas arbeitete. Sie selbst trainierte in dieser Zeit weiterhin bei der ihr aus Auburn vertrauten Kim Brackin, die als Cheftrainerin der Texas Longhorns ebenfalls nach Austin gewechselt war und für Coventry eine wichtige Bezugsperson darstellte. Brackin beschrieb Coventry in einem Beitrag für die Fachzeitschrift Swimming World 2006 als „sehr gut trainierbar“ (im Original: „very coachable“) und nannte als eine der größten Stärken der Athletin das regelmäßige verbale und nonverbale Feedback, das sie ihren Trainern gebe. Einen Schwerpunkt im Training habe sie darauf gelegt, dass Coventry nicht nur Bahnen auf Zeit schwamm, sondern einen Rennverlauf realistischer simulierte, indem sie etwa zunächst 50 Meter in einer Grundgeschwindigkeit („build“) und dann 50 Meter mit maximalem Tempo („pace“) absolvierte.
Im Frühjahr 2007 wurde Coventry bei den Weltmeisterschaften in Melbourne Vizeweltmeisterin über 200 Meter Rücken (hinter Margaret Hoelzer) sowie über 200 Meter Lagen (hinter der Titelverteidigerin Katie Hoff). Wenige Monate später gewann sie sieben Titel bei den Afrikaspielen 2007 in Algier und triumphierte dabei nicht nur im Rücken- und im Lagenschwimmen, sondern auch über 50 und 800 Meter Freistil. Beim Japan International Swim Meet im August 2007 in Chiba entschied Coventry vier Wettkämpfe für sich und verbesserte ihre persönlichen Bestzeiten dabei teils deutlich. Für die 100 Meter Rücken benötigte sie mit einer Zeit von 59,85 Sekunden als dritte Schwimmerin nach Natalie Coughlin und der Französin Laure Manaudou weniger als eine Minute. Über 200 Meter Rücken schwamm sie in Chiba in 2:06,83 Minuten die bis dahin historisch zweitschnellste Zeit 21 Hundertstelsekunden langsamer als der 1991 aufgestellte Langbahnweltrekord der Ungarin Krisztina Egerszegi. Den mehr als anderthalb Jahrzehnte alten Rekord von Egerszegi unterbot Coventry im Februar 2008 beim Missouri Grand Prix, wo sie nach 2:06,39 Minuten anschlug. Sie trug dabei das neu entwickelte, besonders hydrodynamische Schwimmanzugsmodell LZR Racer des Herstellers Speedo. Coventrys Rekord bildete den Auftakt einer Serie von neuen Bestmarken: Innerhalb von sechs Wochen wurden im gesamten Schwimmsport 18 neue Weltrekorde aufgestellt. Bei den Kurzbahnweltmeisterschaften im April 2008 gewann Coventry fünf Medaillen, darunter vier goldene: Über 200 und 400 Meter Lagen schwamm sie dabei ebenso wie über 200 Meter Rücken Kurzbahnweltrekord, außerdem entschied sie das Rennen über 100 Meter Rücken für sich und wurde Dritte über 100 Meter Lagen.
Coventry gewann bei den Olympischen Spielen 2008 in Peking vier Medaillen und stand damit wie vier Jahre zuvor in Athen in allen Wettkämpfen, bei denen sie startete, auf dem Podest. In den ersten Tagen der olympischen Schwimmwettbewerbe holte sie dreimal Silber: Über 200 und 400 Meter Lagen belegte sie jeweils den zweiten Rang hinter der Australierin Stephanie Rice. Über 100 Meter Rücken war Coventry zwar die schnellste Athletin im Halbfinale und verbesserte dort mit einer Zeit von 58,77 Sekunden den Weltrekord von Natalie Coughlin, konnte diese Leistung aber im Finale nicht wiederholen und war in 59,19 Sekunden etwa zwei Zehntelsekunden langsamer als die Siegerin Coughlin. Bei ihrem letzten Rennen in Peking über 200 Meter Rücken wiederholte Coventry ihren Olympiasieg von 2004. Sie benötigte für die Strecke im Finale 2:05,24 Minuten und verbesserte den anderthalb Monate zuvor aufgestellten Weltrekord von Margaret Hoelzer deutlich um 85 Hundertstelsekunden. Coventry war nach Krisztina Egerszegi die zweite Schwimmerin, die bei Olympischen Spielen insgesamt sieben Medaillen in Einzelrennen gewann (2024 übertraf Katie Ledecky diese Zahl). Bei der Abschlussfeier in Peking war Coventry erstmals Fahnenträgerin der simbabwischen Mannschaft bei Olympischen Spielen wie später erneut bei der Eröffnungsfeier 2012 sowie bei der Eröffnungs- und der Schlussfeier 2016. Zu ihren Ehren wurde in ihrer Heimatstadt Harare eine Siegesparade und ein Staatsbankett im State House, der Residenz des simbabwischen Präsidenten Robert Mugabe, abgehalten. Mugabe schenkte Coventry dieses Mal 100.000 US-Dollar.

### Weltmeistertitel in Rom, letzte Olympiateilnahmen und Karriereende

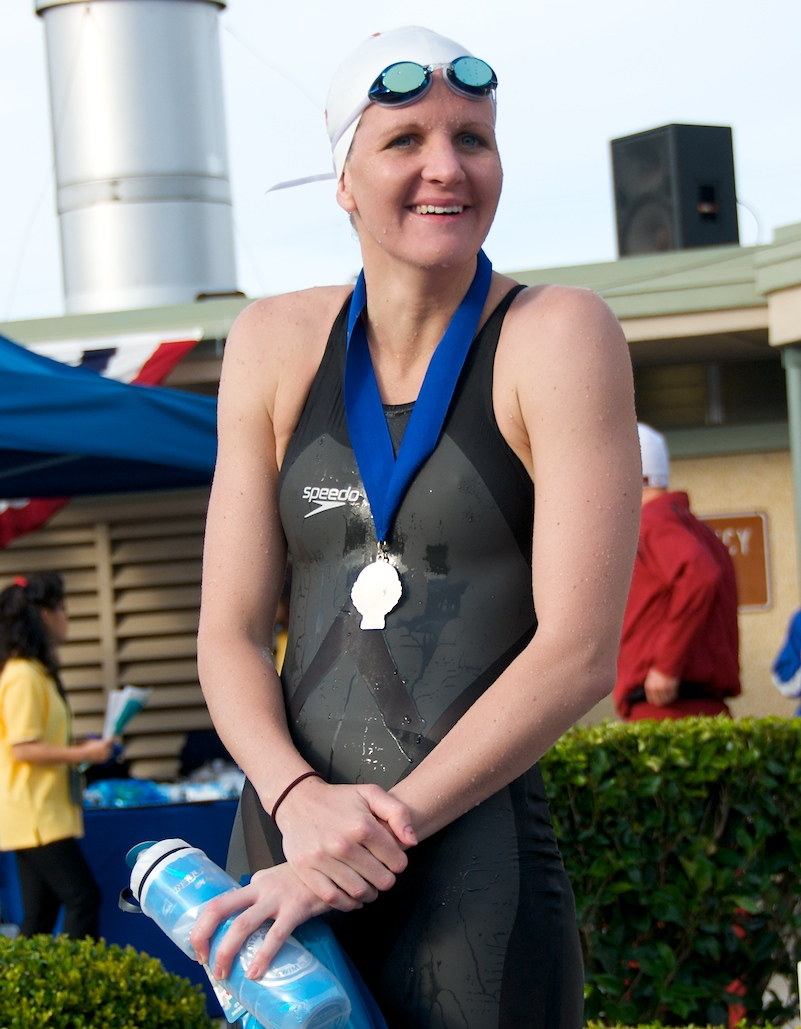
Kirsty Coventry beim Santa Clara Grand Prix im Juni 2009

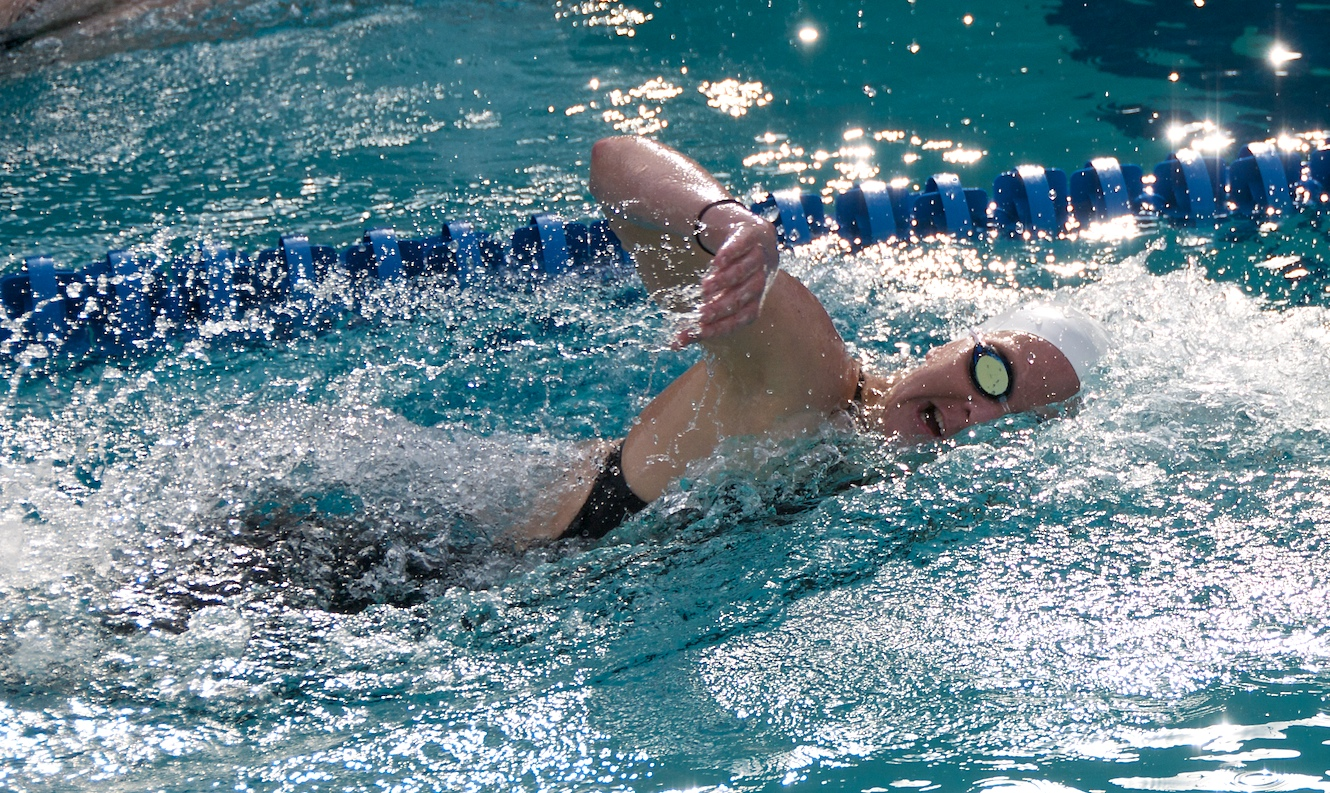
Coventry im Wasser (Juni 2009)

Bis zu den Weltmeisterschaften im Sommer 2009 in Rom war die Entwicklung der Schwimmanzüge der verschiedenen Hersteller im Vergleich zum Vorjahr fortgeschritten: Coventrys LZR Racer von Speedo bestand nur zum Teil aus dem Kunststoff Polyurethan, der den Wasserwiderstand stark reduzierte. Über den Winter hatten andere Hersteller noch schnellere Modelle geschaffen, die vollständig aus Polyurethan bestanden. Coventry war – wie etwa auch der mehrfache Olympiasieger Michael Phelps – vertraglich an Speedo als Anzughersteller gebunden. Bei ihrem ersten WM-Finallauf in Rom über 200 Meter Lagen belegte sie den vierten Rang mit einem deutlichen Rückstand von knapp drei Sekunden auf die Siegerin Ariana Kukors. Laut ihrer langjährigen Trainerin Kim Brackin führte der große Abstand auf die Spitze bei Coventry zu Frust und vorübergehend zu einem Verlust von Selbstvertrauen. Im Finale über 100 Meter Rücken schwamm sie Brackin zufolge auch technisch schwach und belegte den achten und letzten Platz. In den darauffolgenden Tagen sei es Coventry gelungen, sich psychisch zu stabilisieren. Über 200 Meter Rücken siegte sie im Finallauf in Weltrekordzeit vor Anastassija Sujewa und errang damit ihren dritten Weltmeistertitel (auf Langbahnen), über 400 Meter Lagen gewann sie Silber hinter Katinka Hosszú.
Der Sportwissenschaftler Brent Rushall nutzte Ausschnitte des 200-Meter-Rücken-Rennens bei den Weltmeisterschaften in Rom, um Coventrys von ihm als beispielhaft und sehr effizient angesehene Technik zu veranschaulichen. Er hob dabei unter anderem ihren kontinuierlichen und direkten Krafteinsatz bei ausgezeichneter Stromlinienform hervor. Sie positioniere ihre Hand und ihren Arm beim Eintauchen sofort neu, um wieder mit der Kraftanwendung zu beginnen. Rushall lobte außerdem die relativ kleinen Beinschläge („Kicks“) von Coventry, die hauptsächlich dazu dienten, die ausfahrenden Arme auszugleichen.
Nach den Weltmeisterschaften 2009 legte Coventry eine einjährige Pause vom Schwimmsport ein und zog nach Johannesburg in Südafrika. In einem Interview 2012 erklärte sie die Auszeit damit, sie sei zum einen mit ihren Leistungen nicht mehr zufrieden gewesen, zum anderen sei es in der öffentlichen Wahrnehmung mehr um die Anzüge als um die Sportler gegangen. Es habe insgesamt viele Kontroversen gegeben und sie habe sich nach Normalität gesehnt, den Sport nach einer Weile dann jedoch vermisst. Zunächst blieb Coventry in Südafrika und absolvierte dort ein Trainingsprogramm. Ab dem Sommer 2011 lebte und trainierte sie für einige Monate in Monaco auf Einladung von Fürstin Charlène, die 2000 als südafrikanische Schwimmerin an den Olympischen Spielen teilgenommen hatte und mit Coventry freundschaftlich verbunden war. Anfang 2012 kehrte sie in der unmittelbaren Vorbereitung auf die Olympischen Spiele 2012 in London wieder zu Kim Brackin an die University of Texas zurück. In der Zwischenzeit hatte Coventry verhältnismäßig wenige sportliche Erfolge erzielt. Bei den Weltmeisterschaften 2011 in Shanghai hatte sie in keinem Wettkampf den Finallauf erreicht, dafür bei den (wesentlich schwächer besetzten) Afrikaspielen 2011 vier Titel über 100 und 200 Meter Rücken sowie über 200 und 400 Meter Lagen gewonnen. Einige Monate vor den Olympischen Spielen in London machte Coventry eine Knieverletzung öffentlich, außerdem erkrankte sie im Frühjahr 2012 an einer Lungenentzündung. Bei den olympischen Schwimmwettbewerben 2012 verpasste sie die Medaillenränge, erreichte aber sowohl über 200 Meter Rücken als auch über 200 Meter Lagen das Finale und platzierte sich dort jeweils auf Rang sechs. Missy Franklin gewann das 200-Meter-Rücken-Finale von London in einer Zeit von 2:04,06 Minuten und verbesserte damit Coventrys bis dahin gültigen Weltrekord von den Weltmeisterschaften 2009 um eine Dreiviertelsekunde.
Im August 2013 heiratete Coventry ihren langjährigen Freund und früheren Manager und bekam später (nach dem Ende ihrer aktiven Schwimmkarriere) eine Tochter. Sie lebte in den Jahren nach den Olympischen Spielen von London in Simbabwe und legte eine erneute, diesmal zwei Jahre andauernde Wettkampfpause ein. Mit Blick auf die Olympischen Spiele 2016 zog Coventry im Sommer 2014 wieder in die Vereinigten Staaten nach Charlotte in North Carolina. Sie nahm dort das Training im SwimMAC Team Elite bei David Marsh auf, den sie aus der Zeit an der Auburn University kannte. Bei ihrer Rückkehr in den internationalen Schwimmsport im Frühjahr 2015 verbesserte sie ihre persönliche Bestleistung – zugleich den Afrikarekord – über 50 Meter Rücken. Ebenfalls 2015 gründete sie gemeinsam mit ihrem Ehemann die Kirsty Coventry Academy, eine gemeinnützige Organisation, die Schwimmunterricht für Kinder und Erwachsene anbot. Bei den Afrikaspielen 2015 in Brazzaville errang Coventry wie bei den Austragungen 2007 und 2011 die Titel über 200 Meter Lagen sowie über 100 und 200 Meter Rücken. Im Vorfeld von Olympia 2016 in Rio de Janeiro hob die Zeitschrift Swimming World Coventrys Beständigkeit als eine ihrer herausstechenden Eigenschaften hervor: Neben Therese Alshammar, Anthony Ervin und Michael Phelps war sie eine von lediglich vier Schwimmern, die schon 2000 in Sydney ein olympisches Halbfinale erreicht hatten und auch 2016 noch an den Start gingen. Coventry erreichte in Rio de Janeiro das Finale über 200 Meter Rücken und belegte dort den sechsten Platz. An ihrem 33. Geburtstag im September 2016 gab sie ihr Karriereende bekannt.

### Funktionärin im Internationalen Olympischen Komitee und Wahl zur IOC-Präsidentin

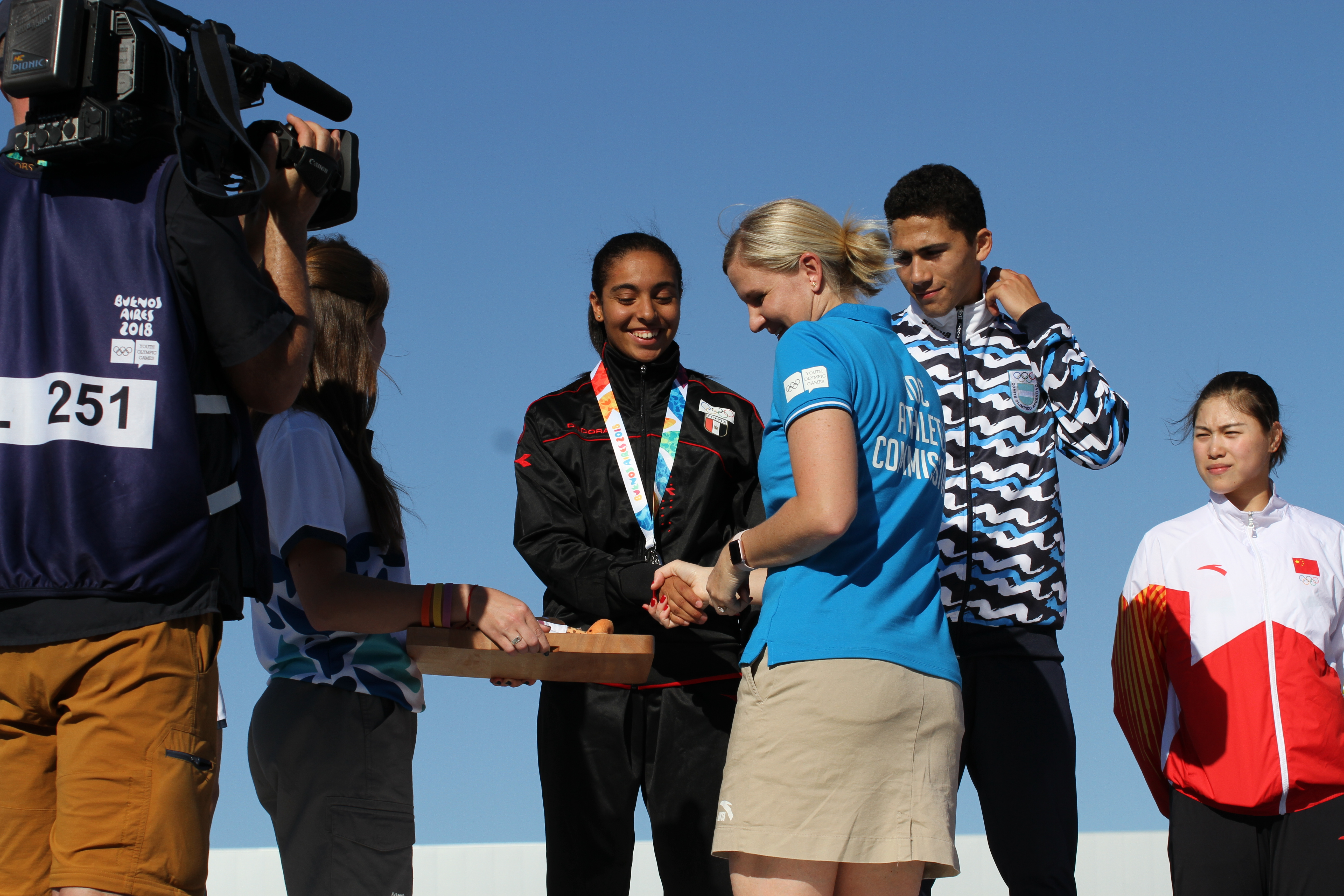
Als Mitglied der IOC-Athletenkommission überreichte Coventry Medaillen bei den Olympischen Jugend-Sommerspielen 2018.

Bereits zu Zeiten ihrer aktiven Laufbahn als Schwimmerin nahm Kirsty Coventry Positionen in der Sportverwaltung ein. Während der Olympischen Spiele 2012 in London wählten sie die Olympiateilnehmer zum Mitglied in der Athletenkommission des Internationalen Olympischen Komitees (IOC). In dieser Funktion wurde sie im Juli 2013 als IOC-Mitglied kooptiert. 2018 übernahm sie nachfolgend auf Angela Ruggiero den Vorsitz der Athletenkommission, den sie bis zum Ende ihrer Amtszeit 2021 innehatte. Anschließend wurde Coventry persönliches IOC-Mitglied („Independent Individual IOC Member“). 2023 wurde sie ohne Gegenkandidaten in das IOC Executive Board – den Vorstand der Organisation – gewählt, dem sie zuvor schon von 2018 bis 2021 qua ihres Amtes als Vorsitzende der Athletenkommission angehört hatte. Sie war zu diesem Zeitpunkt das einzige afrikanische Mitglied des Executive Boards. Coventry gehörte der IOC-Koordinierungskommission für die Olympischen Spiele 2020 in Tokio an und übernahm den Vorsitz der Koordinierungskommissionen für die Olympischen Jugend-Sommerspiele 2026 in Dakar sowie für die Olympischen Spiele 2032 in Brisbane. Bis 2021 war sie IOC-Athletenvertreterin bei der Welt-Anti-Doping-Agentur (WADA).
Während ihrer Zeit als Vorsitzende der Athletenkommission trat Coventry als enge Verbündete des IOC-Präsidenten Thomas Bach auf. So unterstützte sie die Position des IOC im Sommer 2021 zur Beibehaltung von Regel 50 der Olympischen Charta. Diese Regel schließt politische Demonstrationen im Umfeld der Olympischen Spiele weitgehend aus. Coventry betonte dabei, es sei wichtig, die Podiumszeremonie „sauber und neutral“ zu halten (im Original: „it is really important to have the podium be clean and neutral“). Sie bezog sich auf eine Umfrage unter 3500 Athleten und wies die Vorwürfe, die Ergebnisse seien „vorgefertigt“ (im Original: „pre-cooked“) gewesen, als unfair und nicht konstruktiv zurück. Zu Beginn der COVID-19-Pandemie Mitte März 2020 ermutigte Coventry in einem Statement die Sportler dazu, weiter zu trainieren, und sagte, die Athleten, mit denen sie gesprochen habe, hätten sich gegen eine Verlegung der für den Sommer angesetzten Olympischen Spiele in Tokio ausgesprochen. Zu diesem Zeitpunkt hatten mehrere Sportler – darunter mit Hayley Wickenheiser ein Mitglied der Athletenkommission – das Festhalten des IOC am ursprünglichen Termin kritisiert, unter anderem weil verschiedene Länder bereits Lockdowns verhängt hatten und Training so nicht mehr möglich war. Wenige Tage später verschob das IOC die Spiele von Tokio um ein Jahr. Thomas Bach lobte 2021 in einem Interview mit dem Historiker Stephan Wassong, Coventry und ihre Kollegin Danka Barteková hätten die Athletenkommission stark vorangebracht. Er hob dabei die Athletes’ Rights and Responsibilities Declaration (auf Deutsch: Erklärung über die Rechte und die Verantwortung der Sportler) hervor, die aus der Abstimmung mit 10.000 Sportlern weltweit hervorgegangen sei. Coventry selbst nannte in einem Interview mit Wassong als einen ihrer größten Erfolge, dass das IOC Vorschlägen der Athletenkommission zur Neuvergabe aberkannter olympischer Medaillen zugestimmt habe.
Im September 2024 erklärte Coventry als einzige Frau unter sieben Bewerbern ihre Kandidatur für die Nachfolge von Thomas Bach. Bei der 144. IOC-Generalversammlung am 20. März 2025 im griechischen Costa Navarino setzte sie sich im ersten Wahlgang gegen Sebastian Coe, Juan Antonio Samaranch junior, David Lappartient, Faisal bin Al Hussein, Johan Eliasch und Morinari Watanabe durch. Coventry löste Bach am 23. Juni 2025 ab. Sie ist die erste Frau an der IOC-Spitze und gleichzeitig die erste Person in diesem Amt, die nicht aus Europa oder den USA stammt.

### Ministerin in Simbabwe
Neben ihrer Karriere im Internationalen Olympischen Komitee spielte Coventry ab den späten 2010er-Jahren auch eine Rolle in der nationalen Politik ihres Heimatlandes Simbabwe. Zunächst gehörte sie dem Zimbabwe Olympic Committee an und war von 2017 bis 2018 dessen Vizepräsidentin unter Admire Masenda. Im September 2018 berief sie der simbabwische Präsident Emmerson Mnangagwa als Ministerin für Jugend, Sport, Kunst und Freizeit in sein Kabinett. Mnangagwa war Nachfolger des 2017 gestürzten Robert Mugabe und bemühte sich um Abgrenzung zur Vorgängerregierung. Die Berufung Coventrys wurde als Versuch gesehen, die Beziehungen zwischen der Regierungspartei ZANU-PF und der weißen Bevölkerung des Landes zu verbessern, die unter Mugabe von Enteignungen und gewaltsamen Vertreibungen im Zuge einer Landreform betroffen war.
Prägend für Coventrys erste Amtszeit als Ministerin war eine Auseinandersetzung mit der Zimbabwe Football Association (ZIFA). Sie warf dem nationalen Fußballverband die Veruntreuung von staatlichen Fördergeldern vor und machte Anschuldigungen der sexuellen Belästigung von Schiedsrichterinnen durch Verwaltungspersonal öffentlich. Daraufhin löste die simbabwische Regierung das Leitungsgremium des Verbandes auf. Weil die Statuten der FIFA eine staatliche Einmischung in die Verbandsstrukturen untersagten, wurde die ZIFA von Februar 2022 bis Juli 2023 vom internationalen Spielbetrieb suspendiert. Mehrere frühere ZIFA-Vorstandsmitglieder bezichtigten Coventry der Lüge, sie blieb bei ihren Aussagen. Als Sportministerin wurde sie dafür kritisiert, bei der Hockey-Afrikameisterschaft 2022 ein nur aus weißen Sportlerinnen bestehendes Frauenteam zugelassen zu haben. Mitglieder der simbabwischen Kunst- und Kulturszene beschrieben Coventry als untätig. Emmerson Mnangagwa zeigte sich dagegen zufrieden mit Coventrys Leistung als Ministerin und berief sie nach seiner Wiederwahl 2023 erneut in sein Kabinett.

## Öffentliches Bild und Würdigung

### Bedeutung in Simbabwe
Dank ihrer olympischen Erfolge genoss Kirsty Coventry hohes Ansehen in Simbabwe. Nach ihren ersten olympischen Medaillen 2004 in Athen wurden viele neugeborene Kinder zu ihren Ehren benannt. Präsident Robert Mugabe nannte sie 2008 „unser goldenes Mädchen“ (im Original: „our golden girl“) und gratulierte ihr zu ihrer „heldenhaften Leistung“. Die Staatsmedien schlossen sich der positiven Darstellung an und beschrieben sie mit Worten, die üblicherweise Mitgliedern der Regierungspartei ZANU-PF vorbehalten waren. Coventry fand breite Akzeptanz als simbabwische Nationalheldin – obwohl Mugabe sonst gegen Weiße gerichtete Rhetorik verbreitete und Staatsmedien in den 2000er-Jahren weißen Simbabwern die Zugehörigkeit zur Nation absprachen. Die Soziologen Manase Kudzai Chiweshe und Tafadzwa Blessing Choto erklären diesen Widerspruch damit, dass die Regierung Coventrys Erfolge pragmatisch genutzt habe, um die nationale Einheit zu stärken und internationale Anerkennung zu erhalten. Chiweshe und Choto zitieren den Journalisten Rejoice Ngwenya mit der Ansicht, Mugabe habe unterschieden zwischen „guten Weißen“ wie Coventry, die politisch passiv blieben, und „schlechten Weißen“, die ihn politisch herausforderten. Gerade Coventrys Erfolge bei den Olympischen Spielen von Peking seien zudem eine willkommene Ablenkung von der nationalen Krise nach der gewaltsamen Präsidentschaftswahl 2008 gewesen.
Coventry distanzierte sich öffentlich nicht von ihrem Heimatland und dem wegen Menschenrechtsverletzungen international geächteten Mugabe. Sie betonte, dass Simbabwe ihre Heimat sei und Hautfarbe für sie keine Rolle spiele. Vor ihrer Hochzeit bestand sie darauf, dass ihr Verlobter sich an die Shona-Bräuche hielt und Rinder als Brautpreis (lobola) an ihre Familie zahlte. Die Staatsmedien trugen weiter zu ihrer Afrikanisierung bei und gaben ihr den Shona-Beinamen mangwenya (auf Deutsch etwa: Krokodil). Nach ihrer Ernennung zur Sportministerin wies Mugabes Nachfolger Emmerson Mnangagwa Coventry eine Farm zu, die bis zur Landreform Anfang der 2000er-Jahre weißen Landbesitzern gehört hatte. Dass Coventry die Farm annahm, wurde seitens einiger weißer Simbabwer als Verrat gesehen. Mit ihrer Zugehörigkeit zur weiterhin von der ZANU-PF gestellten Regierung habe sie ihren Ruf binnen weniger Jahre zerstört. Mnangagwa belohne sie nur für ihr Schweigen.

### Internationale Einschätzungen und Ehrungen
Das amerikanische Fachmagazin Swimming World kürte Kirsty Coventry zwischen 2004 und ihrem Karriereende 2016 neunmal zur afrikanischen Schwimmerin des Jahres. Ende 2020 wählte Swimming World Coventry vor Farida Osman aus Ägypten auch zur afrikanischen Schwimmerin des Jahrtausends, bezogen auf den Zeitraum von 2000 bis 2020. Der Sportjournalist John Lohn führte sie in seinem 2013 erschienenen Buch über die 100 historisch besten Schwimmer auf dem 38. Rang (und damit auf dem 18. Rang unter den Frauen). Lohn sah den Aufstieg von Coventry aus einem Land ohne relevante Schwimmhistorie zur Olympiasiegerin – wenngleich mit wesentlicher Unterstützung durch das US-Collegesystem – als Beweis für die zunehmende Globalisierung des Schwimmsports. Wie auch der Tunesier Oussama Mellouli sei sie eine Wegbereiterin für Athleten aus kleineren Schwimmnationen. 2023 wurde Coventry in die International Swimming Hall of Fame aufgenommen. Zum einen wurde dabei ihre „Konsistenz, Langlebigkeit und Vielseitigkeit“ (im Original: „consistency, longevity, and versatility“) gewürdigt, zum anderen herausgestellt, dass sie den Beweis vollbracht habe, dass Größe von überall komme.

## Statistik

### Olympische Spiele
Kirsty Coventry nahm fünfmal – 2000, 2004, 2008, 2012 und 2016 – für Simbabwe an Olympischen Spielen teil. Sie trat zu insgesamt 16 olympischen Wettkämpfen an. Dabei gewann sie zwei Goldmedaillen, vier Silbermedaillen und eine Bronzemedaille.
| Olympische Spiele | Olympische Spiele | Freistil | Freistil | Rücken | Rücken | Lagen | Lagen |
| Jahr              | Ort               | 50 m     | 100 m    | 100 m  | 200 m  | 200 m | 400 m |
| ----------------- | ----------------- | -------- | -------- | ------ | ------ | ----- | ----- |
| 2000              | Sydney            | 36.      | 28.      | 12.    | –      | 18.   | –     |
| 2004              | Athen             | –        | –        | 2.     | 1.     | 3.    | –     |
| 2008              | Peking            | –        | –        | 2.     | 1.     | 2.    | 2.    |
| 2012              | London            | –        | –        | 14.    | 6.     | 6.    | –     |
| 2016              | Rio de Janeiro    | –        | –        | 11.    | 6.     | –     | –     |

### Weltmeisterschaften
Zwischen 2003 und 2015 startete Coventry sechsmal bei Weltmeisterschaften (im 50-Meter-Schwimmbecken) und einmal bei Kurzbahnweltmeisterschaften. In dieser Zeit gewann sie insgesamt sieben Weltmeistertitel (vier davon auf der Kurzbahn) und dreizehn Medaillen.
| Weltmeisterschaften | Weltmeisterschaften | Freistil | Rücken | Rücken | Rücken | Lagen | Lagen     |
| Jahr                | Ort                 | 200 m    | 50 m   | 100 m  | 200 m  | 200 m | 400 m     |
| ------------------- | ------------------- | -------- | ------ | ------ | ------ | ----- | --------- |
| 2003                | Barcelona           | –        | –      | 19.    | 14.    | 9.    | 14.       |
| 2005                | Montreal            | 20.      | –      | 1.     | 1.     | 2.    | 2.        |
| 2007                | Melbourne           | –        | –      | 14.    | 2.     | 2.    | 38. (DSQ) |
| 2009                | Rom                 | –        | –      | 8.     | 1.     | 4.    | 2.        |
| 2011                | Shanghai            | –        | –      | –      | 12.    | 9.    | 14.       |
| 2015                | Kasan               | –        | 12.    | 10.    | 14.    | 25.   | –         |

| Kurzbahnweltmeisterschaften | Kurzbahnweltmeisterschaften | Rücken | Rücken | Rücken | Lagen | Lagen | Lagen |
| Jahr                        | Ort                         | 50 m   | 100 m  | 200 m  | 100 m | 200 m | 400 m |
| --------------------------- | --------------------------- | ------ | ------ | ------ | ----- | ----- | ----- |
| 2008                        | Manchester                  | 5.     | 1.     | 1.     | 3.    | 1.    | 1.    |

### Persönliche Bestzeiten
Die folgende Tabelle nennt – unterteilt nach Langbahn und Kurzbahn – die persönlichen Karrierebestzeiten von Kirsty Coventry auf den Strecken, auf denen sie mindestens einmal an Olympischen Spielen oder Weltmeisterschaften teilgenommen hat. Sie folgt den Einträgen in der Datenbank des Schwimmweltverbandes World Aquatics.
| Strecke        | Zeit        | Datum           | Veranstaltung                                |
| Langbahn       | Langbahn    | Langbahn        | Langbahn                                     |
| -------------- | ----------- | --------------- | -------------------------------------------- |
| 50 m Freistil  | 26,19 s     | 18. Juli 2007   | Afrikaspiele 2007                            |
| 100 m Freistil | 55,73 s     | 16. Juli 2008   | CC WZ Gold Section Speedo Championships 2008 |
| 200 m Freistil | 1:57,04 min | 7. Juni 2008    | Texas Senior Circuit                         |
| 50 m Rücken    | 28,08 s     | 13. Juni 2015   | Mare Nostrum Monte Carlo 2015                |
| 100 m Rücken   | 58,77 s     | 11. August 2008 | Olympische Spiele 2008                       |
| 200 m Rücken   | 2:04,81 min | 1. August 2009  | Weltmeisterschaften 2009                     |
| 200 m Lagen    | 2:08,59 min | 13. August 2008 | Olympische Spiele 2008                       |
| 400 m Lagen    | 4:29,89 min | 10. August 2008 | Olympische Spiele 2008                       |
| Kurzbahn       |             |                 |                                              |
| 50 m Rücken    | 26,85 s     | 13. April 2008  | Kurzbahnweltmeisterschaften 2008             |
| 100 m Rücken   | 57,10 s     | 10. April 2008  | Kurzbahnweltmeisterschaften 2008             |
| 200 m Rücken   | 2:00,91 min | 11. April 2008  | Kurzbahnweltmeisterschaften 2008             |
| 100 m Lagen    | 59,77 s     | 11. April 2008  | Kurzbahnweltmeisterschaften 2008             |
| 200 m Lagen    | 2:06,13 min | 12. April 2008  | Kurzbahnweltmeisterschaften 2008             |
| 400 m Lagen    | 4:26,52 min | 9. April 2008   | Kurzbahnweltmeisterschaften 2008             |

### Weltrekorde
Coventry stellte zwischen Februar 2008 und August 2009 insgesamt sieben Weltrekorde auf. Sie schwamm vier Bestzeiten über 200 Meter Rücken (drei auf der Langbahn und einen auf der Kurzbahn) und verbesserte jeweils einmal den Rekord über 200 und 400 Meter Lagen (jeweils auf der Kurzbahn) sowie über 100 Meter Rücken (auf der Langbahn).
- Disziplin: Länge und Schwimmstil der geschwommenen Strecke.
- Bahntyp: Nennt, ob der Rekord auf der Langbahn (50 Meter) oder auf der Kurzbahn (25 Meter) aufgestellt wurde.
- Zeit: Geschwommene Zeit in Minuten.
- Datum: Datum des Weltrekords.
- Ort: Ort des Weltrekords.
- Bestand: Dauer des Zeitraums, in dem der Rekord Gültigkeit besaß.
- Nachfolger: Schwimmerin, die den angegebenen Rekord als erste unterbot. In dem Fall, in dem Coventry ihren Rekord selbst verbesserte, ist ihr eigener Name vermerkt.

| Nr. | Disziplin        | Bahntyp  | Zeit    | Datum         | Ort        | Bestand             | Nachfolger         |
| --- | ---------------- | -------- | ------- | ------------- | ---------- | ------------------- | ------------------ |
| 1   | 200 Meter Rücken | Langbahn | 2:06,39 | 16. Feb. 2008 | Columbia   | 140 Tage            | Margaret Hoelzer   |
| 2   | 400 Meter Lagen  | Kurzbahn | 4:26,52 | 9. Apr. 2008  | Manchester | 233 Tage            | Julia Smit         |
| 3   | 200 Meter Rücken | Kurzbahn | 2:00,91 | 11. Apr. 2008 | Manchester | 1 Jahr und 217 Tage | Shiho Sakai        |
| 4   | 200 Meter Lagen  | Kurzbahn | 2:06,13 | 12. Apr. 2008 | Manchester | 1 Jahr und 208 Tage | Evelyn Verrasztó   |
| 5   | 100 Meter Rücken | Langbahn | 0:58,77 | 11. Aug. 2008 | Peking     | 350 Tage            | Anastassija Sujewa |
| 6   | 200 Meter Rücken | Langbahn | 2:05,24 | 16. Aug. 2008 | Peking     | 350 Tage            | Kirsty Coventry    |
| 7   | 200 Meter Rücken | Langbahn | 2:04,81 | 1. Aug. 2009  | Rom        | 3 Jahre und 2 Tage  | Missy Franklin     |